# Старое Ильмово (Черемшанский район)
 Старое Ильмово  — село в Черемшанском районе Татарстана. Входит в состав Новоильмовского сельского поселения.

## География
Находится в южной части Татарстана на расстоянии приблизительно 14 км по прямой на северо-запад от районного центра села Черемшан у речки Большая Сульча.

## История
Основано в 1730-х годах, при строительстве Ново-Закамской оборонительной линии, часть жителей села Старое Ильмово были отправлены на её охрану, где основали новое село с таким же названием. Упоминалось также как Калмыкова и Старый Климовой Куст. В начале XX века действовала Михайловская церковь.

## Население
Постоянных жителей было: в 1782 — 75 душ мужcкого пола, в 1859—732, в 1897—1039, в 1908—1055, в 1920—1256, в 1926—858, в 1949—814, в 1958—790, в 1970—886, в 1979—773, в 1989—603, в 2002 − 597 (чуваши 80 %), 649 в 2010.